# Laura Cobb
Laura Cobb ( 1950) es una botánica, exploradora neerlandesa. Ha realizado extensas expediciones botánicas en Países Bajos. Pertenece al personal científico de la Universidad de Utrecht
- La abreviatura «L.Cobb» se emplea para indicar a Laura Cobb como autoridad en la descripción y clasificación científica de los vegetales.[1]